# Louis Charles Antoine Desaix
Louis Charles Antoine Desaix (Ayat-sur-Sioule (Puy-de-Dôme, Auvergne), 1768. augusztus 17. – Marengó (Piemont), 1800. június 14.) francia tábornok és katonai vezető a forradalmi és a napóleoni háborúk idején.

## Élete és pályafutása
Elszegényedett nemesi családban született. Desaix a d’Effiat marsall által alapított iskolába járt, és belépett a francia királyi hadseregbe. Az első hat év szolgálata alatt a vám-és a katonai tanulmányoknak szentelte magát. Tizenöt évesen, 1783-ban hadnaggyá nevezték ki a Bretagne-ezredben. A forradalom kitörése után Charles Louis Victor de Broglie vezérkarába lépett be, közben családja megrémülve a forradalomtól emigrált. 1792-ben a rajnai hadsereghez küldték Elzászba, ahol kitűnt hősiességével és ügyességével. A weissenburgi sáncokat védte töretlenül és rohammal vette be az erős Lauterburgot (1793. dec.26). 1794-ben hadosztálytábornokká léptették elő, a rajnai hadsereg jobb szárnyát vezérelte, kitüntetéssel harcolt Kaiserslautern mellett s részt vett Mainz ostromában. 

### A forradalmi háborúk idején
Moreau visszavonulásánál (1796) a kehli hídfőt védelmezte és csak  a szabad elvonulás feltétele alatt adta át azt az osztrákoknak (1797. jan. 9). Amikor Moreau felsőbb parancsra megint a Rajna-vonal elfoglalásához fogott, rábízta azt a nehéz feladatot, hogy az ellenség szeme láttára, a jan. 19. és 20. közötti éjjel a Rajnán hidat verjen és azon átkeljen.Ezt a feladatot briliáns módon megoldotta, de ez alkalommal megsebesült.

### A napóleoni háborúk idején

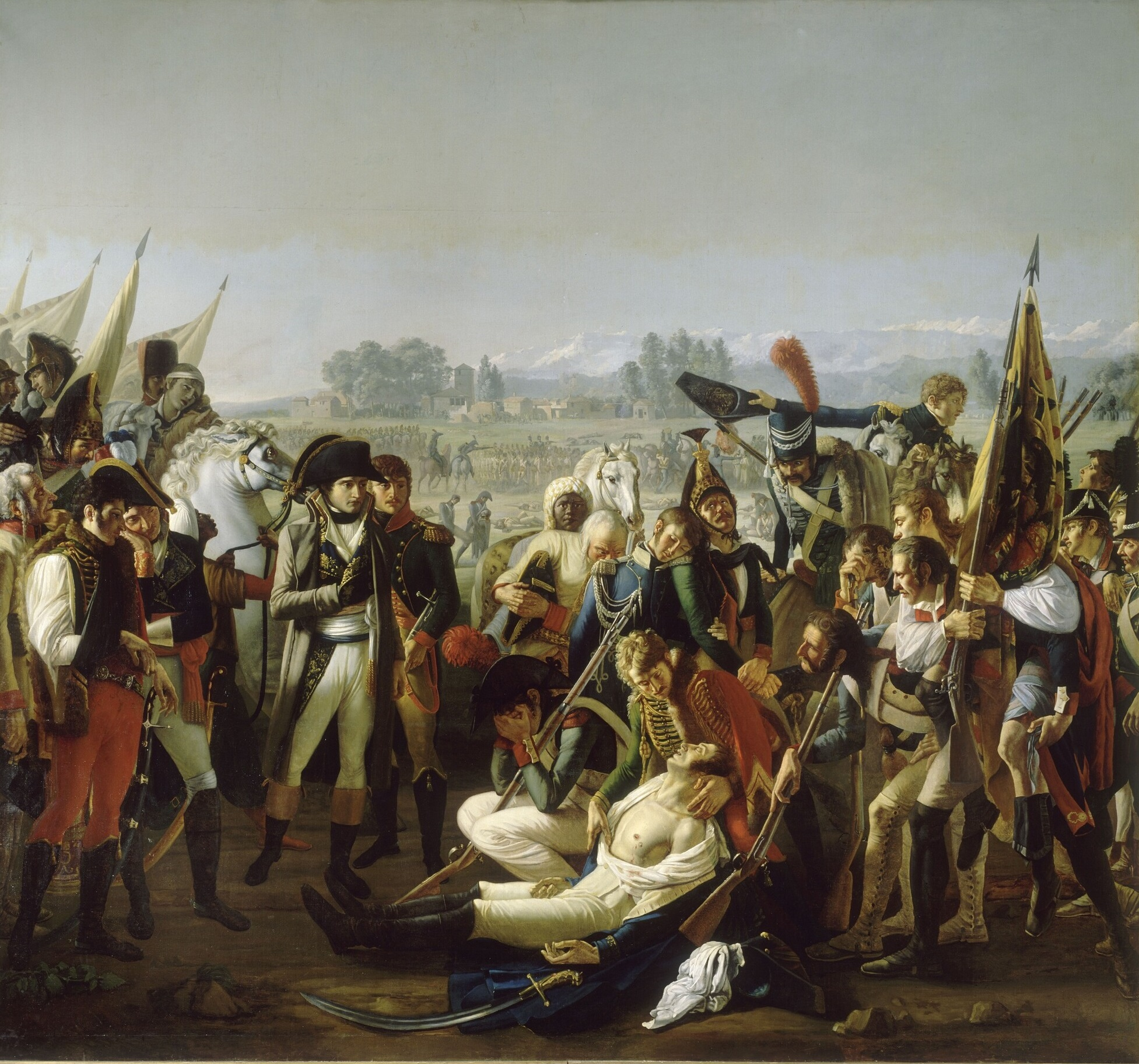
Desaix halála Marengónál

A leobeni békeszerződés megkötése után Itáliába küldték Bonapartéhoz, aki megbízta az egyiptomi előhad vezetésével. Málta elfoglalásakor a St-Julien erődöt vette be, 1798. július. 10-én Egyiptomban pedig Chébreissenél, a piramisok mellett vívott csatában, valamint Murad bejjel és a mamelukokkal szemben folytatott küzdelmekben aratott újabb diadalt.
Később Dél-Egyiptomot foglalta el maroknyi haddal, viszonylagos „szelídségével” és igazságosságával elnyerte a lakosság bizalmát. Bonaparte távozása után Kléberrel együtt Egyiptomban maradt és Klébertől azt a megbízást kapta, hogy az El Arisban (1800 jan. 24.) kötött szerződést végrehajtsa. Mikor ezzel a szerződéssel Párizsba indult, egy brit hajó útközben elfogta, és Livornóban egy hónapig fogva tartotta.
Kiszabadulása után Bonapartéhoz sietett, aki a tartaléka parancsnokává tette.  A marengói csatában ezen a poszton döntő szerepet játszott. 1800 július. 14-én a francia csapatok – Bonaparte minden erőfeszítésének dacára – már futásnak indultak, amikor a délutáni órákban Desaix megfordította a csata menetét azzal, hogy  azonnal nekiment az üldöző osztrákoknak. Amikor azt látta, hogy az osztrákok az egész vonalon győzelemre állnak, így kiáltott fel: „Van még idő, hogy újabb csatát nyerjünk!”, és nekivezette három ezredét egyenesen az ellenség centruma ellen. Abban a pillanatban, ahogy győzelem bizonyossá vált, Desaix-t halálosan megsebezte egy puskagolyó.
Holttestét bebalzsamozták és a Szent-Bernát hegyi kolostorban temették el. Bonaparte, aki saját fogadott leányát, Hortense de Beauharnais-t szánta Desaix-nek feleségül, emléket emelt sírja fölött.

## Emlékezete
- Párizs elegáns 15. kerületében utca (Rue Desaix) és tér (Square Desaix) viseli a nevét.

## Fordítás
Ez a szócikk részben vagy egészben  a   Louis Desaix című angol Wikipédia-szócikk fordításán alapul.  Az eredeti cikk szerkesztőit annak laptörténete sorolja fel. Ez a jelzés csupán a megfogalmazás eredetét és a szerzői jogokat jelzi, nem szolgál a cikkben szereplő információk forrásmegjelöléseként.